# Сукоб у Нагорно-Карабаху
Конфликт Нагорно-Карабах је етнички и територијални сукоб између Јерменије и Азербејџана над спорним регионом Нагорно-Карабах, насељеним претежно јерменским становништвом и седам околних округа насељених претежно становништвом Азербејџана због њихове евакуације у првом Нагорно-Карабашком рату.
Неке од ових територија су де факто контролисане и неке од њих су присвојене при оцепљењу Републике Арцах од Азербејџана, иако је та територија интернационално позната као територија Азербејџана. Конфликти су почели још почетком 20. века, али тренутни конфликт почео је 1988. године, када су Карабашки Јермени захтевали преношење Карабаха из совјетског Азербејџана у Совјетску Јерменију. Конфликт је ескалирао у рат раних 1990. година који је касније прешао у сукоб ниског интензитета до четвородневне ескалације у априлу 2016. године, а затим у још један рат пуног интензитета 2020. године.
Примирје потписано 1994. године у Бишкеку резултовало је са две деценије релативне стабилности, која се значајно погоршала заједно са све већом фрустрацијом Азербејџана досадашњим стањем, што је у супротности са напорима Јерменије да га одржи. Четвородневна ескалација у априлу 2016. године постала је најсмртоноснија размена ватре све до конфликта 2020. године. Привремено примирје је успостављено привременим споразумом о прекиду ватре 10. новембра 2020. године, којим је већина територија које је Азербејџан изгубио током првог Нагоромо-Карабах рата враћено у посед Азербејџана. Председник Азербејџана, Илхам Алијев, тврдио је да је сукоб тиме окончан. Међутим, након споразума о прекиду ватре уследила је гранична криза између Јерменије и Азербејџана 2021. од маја 2021. надаље, уз константан пораст броја жртава са обе стране.

## Позадина
Модерна фаза конфликта почела је у фебруару 1988. године. Према совјетском попису становништва 1979. године, 160.841 Азербејџанаца живело је у Јерменији и 352.410 Јермена живело је у Азербејџану изван Нагорно-Карабаха. Совјетски попис становништва из 1989. године показао је да 84,860 Азербејџанаца живи на територији Јерменије и да 245,045 Јермениа живи на територији Азербејџана изван Нагорно-Карабаха. Током распада Совјетског Савеза 1989. године, етничке тензије између Јермена и Азербејџанаца је порасла у региону Нагорно-Карабаха. Од 2017. године. јавно мњење на обе стране је забележено као „све укоријењеније, ратоборније и бескомпромисније“. У том контексту, међусобни уступци који би могли да на дуже стазе смање тензије могли су такође, краткорочно, угрозити унутрашњу стабилност и опстанак владајућих елита, остављајући тако мало подстицаја за компромис.

## Временска линија

### Први Нагорно-Карабах рат (1988—1994)
Први рат у Нагорно-Карабаху, такође познат као и Ослободилачки рат Арцаха у Јерменији и Нагорно-Карабаху, био је оружани сукоб који се одиграо од касних 1980. до маја 1994. године. у енклави Нагорно-Карабах у југозападном Азербејџану, између већински етничких Јермена Нагорно-Карабаха које су подржавали република Јерменија и република Азербејџан. Како је рат одмицао, Јерменија и Азербејџан, обе бивше Совјетске републике, уплеле су се у дуги, необјављени рат у планинским висинама Карабаха док је Азербејџан покушао да обузда сецесионистички покрет у Нагорно-Карабаху.
Парламент енклаве гласао је за уједињење са Јерменијом. Одржан је референдум који је био бојкотован од стране азербејџанског становништва у Нагорно-Карабаху. На референдуму је већина бирача гласала за независност. Захтев за уједињење са Јерменијом, који је изнова отпочео 1988. године, почео је релативно мирно. Како се ближио распад Совјетског Савеза, тензија је постепено расла и прерастала у све насилнији сукоб измежу Јермена и Азербејџанаца. Обе стране су тврдиле да се над њима спроводило етничко чишћење које је спроводила друга страна.
Међуетнички сукоби између њих отпочели су убрзо након што је парламент Нагорно-Карабашке аутономне области у Азербејџану 20. фебруара 1988. године изгласао уједињење региона са Јерменијом. Околности распада Совјетског Савеза олакшале су јерменском сепаратисти покрет у Совјетском Азербејџану. Декларација о отцепљењу од Азербејџана била је коначни резултат територијалног сукоба око земље. Пошто је Азербејџан прогласио независност од Совјетског Савеза и уклонио овлашћења владе енклаве, јерменска већина је гласала за отцепљење од Азербејџана. Притом су прогласили непризнату републику Нагорно-Карабах.
Борбе су избиле у касну зиму 1992. године. Међународно посредовање неколико група, укључујући Организацију за европску безбедност и сарадњу (ОЕБС), није донело решење. У пролеће 1993. године јерменске снаге су заузеле територију изван саме енклаве, претећи да ће катализовати укључивање других земаља у региону. До краја рата 1994. године, Јермени су имали пуну контролу над већином енклаве, а такође су држали и око 9% територије Азербејџана ван енклаве. Чак 230.000 Јермена из Азербејџана и 800.000 Азербејџанаца из Јерменије и Карабаха расељено је као резултат сукоба, чиме су Јерменија и Карабах у суштини очишћени од Азербејџанаца, а Азербејџан од Јермена. У мају 1994. године потписан је прекид ватре уз посредовање Русије, што је довело до дипломатског посредовања.
До неких сукоба дошло је у годинама након прекида ватре 1994. године.

### Гранични сукоби (1994—2020)
Сукоби у Мардакерту 2008. почели су 4. марта након јерменских изборних протеста 2008. године. То је укључивало најтеже борбе између етничких јерменских и азербејџанских снага око спорног региона Нагорно-Карабаха од прекида ватре из 1994. након Првог рата у Нагорно-Карабаху.
Јерменски извори оптужили су Азербејџан да покушава да искористи тренутне немире у Јерменији. Азербејџански извори су окривили Јерменију, тврдећи да јерменска влада покушава да скрене пажњу са унутрашњих тензија у Јерменији.
Након инцидента, Генерална скупштина Уједињених нација је 14. марта забележеним гласањем од 39 за и 7 против усвојила Резолуцију 62/243, којом се захтева хитно повлачење свих јерменских снага са окупираних територија Азербејџана.

#### Насиље 2010.
Сукоб у Нагорно-Карабаху 2010. био је раштркана размена ватре која се догодила 18. фебруара на линији контакта која дели азербејџанске и јерменске војне снаге у Карабаху. Азербејџан је оптужио јерменске снаге да су гађале азербејџанске положаје у близини села Tap Qaraqoyunlu, Qızıloba, Qapanlı, Yusifcanlı и Cavahirli, као и у висовима Агдамског округа, укључујући и снајперску ватру. Као резултат тога, три азербејџанска војника су погинула, а један је рањен.
Сукоби у Мардакерту 2010. били су низ кршења примирја којим је окончан Први рат у Нагорно-Карабаху. Они су се одиграли преко линије додира која дели Азербејџан и етничке јерменске војне снаге непризнате, али де факто независне Републике Нагорно-Карабах. Обе стране оптужиле су другу за кршење режима прекида ватре. Ово су била најгора кршења примирја (које је на снази од 1994.) у две године и оставила су јерменске снаге са највећим жртвама од сукоба у Мардакерту у марту 2008.
Између 2008. и 2010. године на обе стране су погинула 74 војника.

#### 2011–2013. настављене борбе
Крајем априла 2011. у граничним сукобима погинула су три војника Нагорно-Карабаха, док су 5. октобра погинула два азербејџанска и један јерменски војник. Укупно током године убијено је 10 јерменских војника.
Следеће године, гранични сукоби између оружаних снага Јерменије и Азербејџана одвијали су се од краја априла до почетка јуна. У сукобима је погинуло пет азербејџанских и четири јерменска војника. Укупно током 2012. године убијено је 19 азербејџанских и 14 јерменских војника. Други извештај наводи да је број мртвих Азербејџанаца 20.
Током 2013. године у граничним сукобима погинуло је 12 азербејџанских и 7 јерменских војника.

#### Сукоби 2014. и обарања хеликоптера
У 2014. избило је неколико граничних сукоба који су до 20. јуна резултирали са 16 смртних случајева на обе стране.
Дана 2. августа, азербејџанске власти су саопштиле да је осам њихових војника убијено у тродневним сукобима са НКО снагама, што је највећи појединачни број погинулих у војсци земље од рата 1994. године. НКО је негирао било какве жртве на њиховој страни, док је рекао да су Азербејџанци претрпели 14 мртвих и много више повређених. Локални званичници у Нагорно-Карабаху известили су о најмање две смрти јерменске војске у највећем инциденту у тој области од 2008. Следеће ноћи убијено је још пет азербејџанских војника, чиме је број погинулих у августовским сукобима порастао на најмање 15. Насиље је подстакло Русију да изда оштро саопштење, упозоравајући обе стране да не ескалирају даље ситуацију.
До 5. августа 2014. године у борбама које су почеле 27. јула погинуло је 14 азербејџанских и 5 јерменских војника. Укупно, 27 азербејџанских војника је погинуло од почетка године у граничним сукобима.
У одвојеном инциденту у јулу 2014. године, одбрамбена војска НКР саопштила је да су војници убили једног и ухапсили два члана азербејџанске субверзивне групе која је продрла на линију контакта. Поред шпијунирања кретања јерменских трупа и војних објеката и цивилних насеља у Карвачару (Келбаџар), тим је оптужен за убиство Смбата Цакањана, седамнаестогодишњег јерменског дечака и становника села Јумен. Обојицу преживелих чланова групе јерменски суд је осудио на доживотни затвор. У јулу 2015, видео снимци које је тим снимио су објављени у јавности и емитовани на јерменској државној телевизији.
Оружане снаге Азербејџана обориле су 12. новембра 2014. хеликоптер Војске одбране Нагорно-Карабаха Мил Ми-24 изнад округа Агдам у Карабаху. У инциденту су погинула три војника. Министарство одбране Јерменије саопштило је да је авион био ненаоружан и назвало његово обарање „провокацијом без преседана“. Власти Азербејџана су тврдиле да је хеликоптер "покушавао да нападне" положаје азербејџанске војске. Јерменске власти су саопштиле да ће се Азербејџан суочити са "тешким последицама". Са падом, 2014. је постала најсмртоноснија година за јерменске снаге од споразума о прекиду ватре из 1994. године, са 27 погинулих војника спрам 34 погинула на азербејџанској страни. У 2014. години погинуло је и шест јерменских цивила, док је до краја године број убијених Азербејџанаца порастао на 39 (37 војника и 2 цивила).

#### Спорадичне борбе из 2015.
У 2015. години, 42 јерменска војника и 5 цивила су убијена у настављеним сукобима на граници. Поред тога, погинула су и најмање 64 азербејџанска војника.
Спорадичне борбе су се првенствено водиле у: јануару, јуну, августу, септембру, новембру и током целог децембра.
Током година, Азербејџан је постајао нестрпљив према статусу кво. С тим у вези, подстакнута неочекиваним приливима од нафте и гаса, земља је кренула у војно јачање. Само у 2015. Баку је потрошио 3 милијарде долара на своју војску, више од целог националног буџета Јерменије.

#### Сукоби почетком 2016.
Током јануара и фебруара 2016. четири јерменска и четири азербејџанска војника погинула су у борбама на граници Нагорно-Карабаха. Прва жртва у 2016. био је војник Нагорно-Карабаха Арамаис Восканијан, који је погинуо од азербејџанске снајперске ватре док је служио у источном правцу линије додира. Средином фебруара, Хакоба Хамбарцумјана, јерменског сточара из Вазгенашена, убио је азербејџански снајпериста. У марту су два азербејџанска и један јерменски војник погинули у сукобима дуж границе између Азербејџана и Јерменије.

#### 2016–2017. обновљени гранични сукоби
Између 8. априла и 16. јуна 2016. у спорадичним борбама погинуло је 14 јерменских и три азербејџанска војника, као и један азербејџански цивил. 5. октобра 2016. јерменска артиљерија је гранатирала азербејџанске положаје на линији додира, а један азербејџански војник је погинуо. Један јерменски војник погинуо је 11. октобра 2016. у окршају на линији додира. Дана 15. новембра, један азербејџански војник је погинуо на линији додира. Азербејџанске снаге су 27. новембра пријавиле да су обориле јерменски дрон који је прешао линију контакта.
Један војник из Нагорно-Карабаха погинуо је у акцији са азербејџанским снагама 6. фебруара 2017. 8. фебруара 2017. један војник Нагорно-Карабаха је погинуо, а други је рањен у ватреном окршају са азербејџанским трупама дуж линије контакта. Дана 24. фебруара 2017, азербејџанске снаге су артиљеријом гранатирале јерменске положаје у близини села Талиш. Следећег дана избиo је велики ватрени окршај са азербејџанским снагама које су се приближавале јерменским линијама у истој области, 5 азербејџанских војника је убијено у сукобу који је уследио.
Дана 15. маја 2017. године, ПВО систем "Карабах Оса" је оштећен или уништен вођеном ракетом коју су лансирале азербејџанске снаге. Дана 20. маја 2017. у ватреном окршају са азербејџанским трупама погинуо је јерменски војник, а азербејџанска војска је у акцији употребила противтенковске гранате и минобацачку ватру од 60 мм. Дана 26. маја 2017. године, један војник из Нагорно-Карабаха погинуо је у окршају са азербејџанским снагама уз помоћ минобацача и бацача граната. Азербејџанске снаге су 16. јуна 2017. убиле три војника Нагорно-Карабаха. Дана 22. јуна 2017. године, четири азербејџанска војника убили су војници Нагорно-Каракха. Дана 4. јула 2017. године, једна Азербејџанка и њено двогодишње унуче убијени су од последица гранатирања јерменских снага. Дана 10. јула 2017. године, војник Нагорно-Карабаха убијен је у гранатирању од стране азербејџанских снага. Азербејџан је 25. јула 2017. тврдио да је један од његових војника рањен муницијом баченом са јерменског УЦАВ-а. Дана 31. августа 2017. на азербејџанске војне положаје пуцано је и гранатирано са јерменских војних положаја. Јерменска војска користила је митраљезе великог калибра.

#### Сукоби 2018.
Азербејџански снајпериста убио је војника из Нагорно-Карабаха 7. јануара 2018. године у близини линије контакта. Један војник из Нагорно-Карабаха погинуо је 7. фебруара 2018. Три цивила добровољца су погинула у операцији разминирања у Нагорно-Карабаху 29. марта 2018. Војник Нагорно-Карабаха погинуо је у азербејџанској ватри 9. априла 2018. Војник Нагорно-Карабаха погинуо је у ватреном обрачуну са азербејџанским снагама 10. јуна 2018. У септембру 2018. азербејџански су убили војника јерменске војске док је служио на граничној постаји. Истог месеца азербејџанска војска је убила два војника Нагорно-Карабаха.

#### Сукоби 2020.
Даљи сукоби у близини Тавуша су се десили у јулу 2020. Убијено је 13 Азербејџанаца, укључујући једног цивила, и пет Јермена.
У мањем граничном окршају 16. септембра, један јерменски војник је погинуо; пет дана касније убијен је азербејџански војник.

### Рат у Нагорно-Карабаху 2020.
Дана 27. септембра поново су избили озбиљни сукоби у Нагорно-Карабаху, што је довело до тога да је Јерменија прогласила ванредно стање и мобилизацију. Истог дана, азербејџански парламент прогласио је ванредно стање и увео полицијски час у неколико градова и региона након сукоба. Што се тиче жртава, сукоби су били најгори од прекида ватре из 1994. године и изазвали су узбуну у међународној заједници.
44-дневне борбе окончане су 10. новембра мировним споразумом уз посредовање Русије. Јерменске снаге пристале су да врате Азербејџану сву окупирану територију изван бивше совјетске аутономне области Нагорно-Карабах, уз руске мировне снаге које су гарантовале безбедан пролаз кроз регион Лачин који раздваја Нагорно-Карабах од Јерменије.

### Тренутна гранична криза (2021-данас)
Текућа гранична криза почела је 12. маја 2021, када су азербејџански војници прешли неколико километара у Јерменију у провинцијама Сјуник и Гегаркуник, заузимајући око 41 km2 (16 sq mi) јерменске територије. Азербејџан није повукао своје трупе са међународно признате јерменске територије упркос позивима Европског парламента, Сједињених Америчких Држава и Француске – два од три копредседавајућа Минске групе ОЕБС-а.
Криза је додатно ескалирала у јулу 2021., са сукобима на граници Јерменије и Нахичивана. Сукоби су се затим проширили на подручје Гегаркуник-Калбаџар, а са обе стране се извештава о жртвама. Заједничка изјава од 17. новембра 2021. председавајуће Делегације за односе са Јужним Кавказом Марине Каљуранд, сталног известиоца Европског парламента за Јерменију Андреја Ковачева и сталног известиоца Европског парламента за Азербејџан, Жељана Зовко назвала је војну операцију коју је Азербејџан покренуо 16. новембра 2021. најгорим кршењем до данас од споразума о прекиду ватре.

## Жртве

### 1988–1994.
Процењује се да је између 1988. и 1994. убијено 28.000–38.000 људи.
Извештава се да је погинуло у јерменској војсци између 5.856 и 6.000, док је такође убијено 1.264 јерменских цивила. Нестало је још 196 јерменских војника и 400 цивила. Према Унији сродника несталих војника у рату у Арцаху, од 2014. године, 239 карабашких војника се званично води као нестало.
Азербејџан је навео да је убијено 11.557 његових војника, док су западне и руске процене мртвих бораца на азербејџанској страни биле 25.000–30.000. Нестало је и 4.210 азербејџанских војника и 749 цивила. Укупан број азербејџанских цивила убијених у сукобу није познат, иако су 167–763 убијена једног дана 1992. године од стране снага Републике Нагорно-Карабах.

### 1994–2019.
Иако не постоје прецизни подаци о жртвама, између 1994. и 2009. године, према већини посматрача, убијено је чак 3.000 људи, углавном војника. У 2008. години борбе су постале интензивније и учесталије. Са 72 смртна случаја у 2014. години, година је постала најкрвавија од завршетка рата. Две године касније, између 1. и 5. априла 2016. године, у тешким борбама дуж фронта Нагорно-Карабах погинули су 91 јерменски (11 неборбених) и 94 азербејџанска војника, док су двојица нестала. Поред тога, убијено је 15 цивила (девет Јермена и шест Азербејџанаца).
Азербејџан је навео да је 398 његових војника и 31 цивил убијено у периоду од 1994. до септембра 2020. године, непосредно пре почетка сукоба 2020. године. Поређења ради, невладина организација Каспијски институт за одбрамбене студије пријавила је 1.008 азербејџанских војника и више од 90 цивила убијено између 1994. и 2016. године.
| Година | Јерменија                | Азербејџан           | Укупно                   |
| ------ | ------------------------ | -------------------- | ------------------------ |
| 2008.  | Непознато                | Непознато            | 30 војника               |
| 2009.  | Непознато                | Непознато            | 19 војника               |
| 2010.  | 7 војника                | 18 војника           | 25 војника               |
| 2011.  | 10 војника               | 4+ војника 1 цивил   | 14+ воника 1 цивил       |
| 2012.  | 14 војника               | 20 војника           | 34 војника               |
| 2013.  | 7 војника                | 12 војника           | 19 војника               |
| 2014.  | 27 војника 6 цивила      | 37 војника 2 цивила  | 64 војника 8 цивила      |
| 2015.  | 42 војника 5 цивила      | 64 војника           | 77 војника 5 цивила      |
| 2016.  | 108-112 војника 9 цивила | 109 војника 6 цивила | 217-221 војник 15 цивила |
| 2017.  | 22 војника               | 19 војника           | 41 војник                |
| 2018.  | 5-7 војника              | 6 војника            | 11-13 војника            |
| 2019.  | 4 војника                | 6+ војника           | 10+ војника              |

### 2020.
У двомесечним борбама 2020. године погинуле су хиљаде, пре свега војника, али и скоро две стотине цивила.
Између јануара и септембра 2020. у спорадичним сукобима погинуло је 16 азербејџанских и 8 јерменских војника, као и један азербејџански цивил. 27. септембра 2020. избио је нови рат великих размера који је трајао до 10. новембра. Према Азербејџану, у борбама је погинуло 2.906 азербејџанских војника и 100 цивила, док се шест војника и даље води као нестало. Јерменске власти су саопштиле да је у борбама погинуло 3.825 јерменских војника и 85 цивила, док се 187 војника и 21 цивил и даље воде као нестали. Поред тога, Сиријска опсерваторија за људска права је документовала смрт 541 сиријског плаћеника који су се борили за Азербејџан. Два руска војника такође су погинула када је њихов хеликоптер случајно оборио Азербејџан док је летео у јерменском ваздушном простору близу границе. Поред тога, 13-годишњи руски држављанин је погинуо током јерменског ракетног удара на град Ганџу.
По завршетку рата, у сукобима и експлозијама мина у региону до краја године погинуло је још једанаест азербејџанских војника, шест азербејџанских цивила и један руски мировњак.

### 2021–2022.
Дванаест азербејџанских цивила и два војника погинуло је 2021. у експлозијама нагазних мина. У пуцњави у пограничном подручју убијено је и седамнаест јерменских и десет азербејџанских војника, док је 38 јерменских војника заробљено. Након тога је пуштено двадесет осам заробљених јерменских војника.
У нападу азербејџанских дронова у Нагорно-Карабаху 25. марта 2022. године три јерменска војника су убијена, а 14 рањено.

## Страно учешће

### Државе

#### Русија
Русија је званично неутрална и настојала је да игра улогу посредника. Русија у својим званичним саопштењима позива на мирно решење и уздржаност током сукоба. Британски новинар Тома Девалд тврди да постоји азербејџански наратив да је Русија „доследно подржавала јерменску страну“. Према де Валу, Русија је „више подржавала јерменску страну“, али је било разних „различитих руских актера у различитим временима који су подржавали обе стране у овом сукобу“. Он тврди да председник Борис Јељцин није „желео да види да јерменска страна буде поражена, али такође није желео да им снабдева превише оружја”. Де Вал је 2012. закључио да „Русија игра на обе стране“, али „на крају више на јерменској страни“. Други коментатори су тврдили да Русија игра обе стране у сукобу. Сванте Корнел је 2018. године тврдио да је Русија „играла на обе стране јерменско-азербејџанског сукоба како би стекла максималну контролу над обема, политика која се наставља до данас“.
Током рата, „на Русију се широко гледало као на подршку јерменској позицији. Велики део ове перцепције је произашао из чињенице да је Русија пренела војну подршку Јерменији“. Према речима Размика Паносијана, руске снаге су индиректно подржале јерменску страну „снабдевањем наоружања, горива и логистичке подршке“. Русија је испоручила оружје у вредности од око милијарду долара и тиме „дала витални допринос јерменској победи“. Према де Валу, „већа руска подршка Јерменима“ била је један од главних фактора иза јерменске победе. Де Вал напомиње: „Ипак, није сасвим јасно како је ова подршка Јерменима пренета на бојно поље; да ствари додатно закомпликују, Руси су такође пружили извесну помоћ Азербејџану.
У послератном периоду, Русија је главни снабдевач Јерменије оружјем, а две земље су војни савезници. Русија се понекад описује као присталица Јерменије у сукобу, међутим, ово гледиште је нашироко оспоравано јер Русија у великој мери продаје оружје Азербејџану. Истовремено, Јерменија купује руско оружје са попустом, док Азербејџан плаћа пуну цену.

#### Турска
Турска се широко сматра главним подржаваоцем Азербејџана у сукобу. Сванте Корнел је 1998. године написао да је Турска „једина земља која је стално изражавала подршку Азербејџану“. Пружала је Азербејџану „активну војну помоћ“ током рата. Турска такође дипломатски подржава Азербејџан. Оружане снаге Турске и Азербејџана интензивно сарађују и редовно одржавају војне вежбе. Азербејџан је такође куповао оружје од Турске.
Турска је затворила границу са Јерменијом у априлу 1993. након што су јерменске снаге заузеле Калбајар. Пре тога, граница је била отворена само „на захтев и само за пребацивање хуманитарне помоћи (углавном испоруке пшенице) у Јерменију и за рад недељног воза Карс-Гјумри, који је од дана прелазио турско-јерменску границу. Совјетског Савеза“. Турска је више пута одбијала да нормализује и успостави дипломатске односе са Јерменијом у знак солидарности са Азербејџаном око Карабаха.

#### Иран
Иран је званично неутралан и настојао је да игра улогу посредника, посебно 1992. године. У својим званичним изјавама, Иран позива на мирно решење и уздржаност током сукоба. Истовремено, ирански званичници су у више наврата потврђивали своју подршку територијалном интегритету Азербејџана. Заменик министра спољних послова Абас Арагчи изјавио је 2020. године да се „Иран, уз поштовање територијалног интегритета Републике Азербејџан, суштински противи сваком потезу који би подстакао сукоб између две суседне земље Републике Азербејџан и Јерменије“.
Током рата, „Иран је био у домаћој расцеп у осмишљавању политике“, али је де факто „водио политику која је комбиновала званичну неутралност са растућом подршком Јерменији“, каже Сванте Корнел. Корнел тврди да је Иран „водио политику у сукобу склону Јерменији“. Међутим, прећутна подршка Ирана јерменској страни била је ограничена на економску сарадњу. Терхи Хакала је 1998. приметио да је "као геополитичка противтежа Турској, Иран снажно подржавао Јерменију, посебно ублажавањем ефеката турске блокаде. Корнел напомиње да је током рата Иран служио као Јерменија као "главни снабдевач струје и робе, а када је јерменско освајање Карабаха завршено, ирански камиони су почели да снабдевају већину потреба сецесионистичке енклаве.“ Према Бахрузу Балајеву, „Иран је подржавао територијални интегритет Азербејџана и давао извесну хуманитарну помоћ азербејџанским избеглицама, али у у међувремену широко сарађује са Јерменијом, па чак и са јерменским властима у Карабаху.“ Бренда Шафер је написала да је „сарадња Ирана са Јерменијом и његова прећутна подршка у сукобу са Азербејџаном око Карабага ојачали стварну и уочену моћ Јеревана и сходно томе можда умањили његов осећај хитности да се реши сукоб."
Године 2013. Мосен Резаи, који је током рата био командант Корпуса гарде исламске револуције (ИРГЦ), тврдио је да је „лично издао наређење да се војска Републике Азербејџан на одговарајући начин опреми и да добије неопходну обуку“. Резаее је додао да је "много Иранаца погинуло у рату у Карабаху. Поред рањених, који су превезени у Иран, многи ирански мученици рата у Карабаху су сахрањени у Бакуу". Године 2011. Хасан Амели, водећи ирански свештеник, тврдио је да је Иран дао Азербејџану оружје и помогао авганистанским муџахединима да се преселе у Азербејџан. Иранска амбасада у Јерменији саопштила је да не би волела да непоуздане информације утичу на пријатељске јерменско-иранске односе: „Не искључујемо могућност да постоје снаге које имају за циљ да створе сметње нашим пријатељским односима. У октобру 2020. у иранским градовима, укључујући главни град Техеран и Табриз, избило је неколико протеста у знак подршке Азербејџану, при чему су многи ирански Азербејџанци узвикивали проазербејџанске слогане и протестовали због наводне подршке Ирана Јерменији у наоружању преко граничног прелаза Нордооз.

#### САД
Томас Амброзио је 2000. године сугерисао да су САД „подржале територијални интегритет Азербејџана, али су донеле политику која је ефективно подржавала иредентистичку политику Јерменије“. Серго Микојан је 1998. године тврдио да је одговор САД на сукоб био „недоследан, повучен у различитим правцима од стране законодавне и извршне гране власти“. Конгрес је био под утицајем јерменског лобија, док је извршна власт (Бела кућа и Стејт департмент) водила проазербејџанску политику, која „осликава турски утицај и интересе нафтних компанија”. Ричард Ц. Лонгворт и Аргам ДерХартуниан су изразили сличне ставове.
Про-јерменски став Конгреса изражен је доношењем члана 907. Закона о подршци слободи 1992. године, којим је забрањена било каква помоћ Азербејџану. Сенат га је ефективно изменио 2001. године, а председник Џорџ В. Буш га је одрекао од 2002. САД обезбеђују војну помоћ обема земљама. Између 2005. и 2016. Азербејџан је добио 8,5 милиона долара за помоћ у борби против наркотика и 11,5 милиона долара за помоћ у борби против тероризма. У истом периоду, Јерменија је добила само 41.000 долара за помоћ у борби против наркотика и ништа за помоћ у борби против тероризма. Према ЕурасиаНет-у, „Велики део новца за Азербејџан је усмерен ка поморским снагама, како би се смањио ризик да би се могао употребити против Јерменије“. Трампова администрација је у великој мери повећала америчку војну помоћ Азербејџану на око 100 милиона долара у фискалним годинама 2018-19, у поређењу са мање од 3 милиона долара годишње у фискалној 2016-17. Америчка помоћ се првенствено „нуди у контексту америчке политике за повећање притиска на Иран и фокусира се на азербејџанску иранску границу, али такође има импликације на Јерменију“, каже Емил Санамјан. У финансијској 2018. Јерменија је добила 4,2 милиона долара америчке безбедносне помоћи.
САД су такође пружиле хуманитарну помоћ Арцаху (око 36 милиона долара између 1998. и 2010. године), укључујући и за разминирање. Азербејџан је критиковао хуманитарну помоћ због легитимисања „илегалног режима у окупираним земљама и штети репутацији САД као неутралног посредника“.

### Добављачи оружја
Организација за европску безбедност и сарадњу (ОЕБС) је 1992. године „тражила од својих држава учесница да уведу ембарго на испоруке оружја снагама које се боре у области Нагорно-Карабаха“. Међутим, то је „добровољни мултилатерални ембарго на оружје, а један број држава учесница ОЕБС-а испоручује оружје Јерменији и Азербејџану од 1992. године”. Резолуција 85 Савета безбедности УН, донета у јулу 1993. године, позива државе да се „уздрже од снабдевања било каквог оружја и муниције које би могле довести до интензивирања сукоба или наставка окупације територије“. Према СИПРИ-ју, "од 2002. године Савет безбедности УН више не наводи да се 'активно бави овим питањем'. Као такав, од 2002. године, претпоставља се да необавезни ембарго УН више није активан."

#### Јерменија
Русија је дуго била главни снабдевач Јерменије оружјем. Мањи добављачи укључују Кину, Индију, Украјину, Грчку, Србију, Јордан (према изворима из Министарства одбране Јерменије, које Јордан демантује). У марту 1992. Јагуб Мамадов, председник азербејџанског парламента, оптужио је Сирију и Либан да испоручују оружје Јерменији.

#### Азербекџан
Према СИПРИ-ју, Русија је испоручила 55% наоружања Азербејџана у 2007–11, око 85% у 2010–14 и 31% у 2015–19. Израел је постао главни добављач, који је чинио 60% увоза оружја Азербејџана у периоду 2015–2019. Остали добављачи Азербејџана укључују Турску, Белорусију, Канаду (преко Турске), Украјину, Србију и Чешку (што су чешке власти негирале).

### Страни борци
Неколико страних група борило се на обе стране у интензивном периоду борби 1992–94. Према ХРВ-у, обе стране су користиле плаћенике током рата, односно „руски, украјински и белоруски плаћеници или одметничке јединице совјетске/руске армије су се бориле на обе стране“.

#### Азербејџан
Азербејџан је у великој мери користио плаћеничке пилоте. Према ХРВ-у, „већина информисаних посматрача верује да плаћеници управљају највећим делом азербејџанског ваздухопловства“.
Неколико страних група се борило на страни Азербејџана: чеченски милитанти, авганистански муџахедини, припадници турских националистичких Сивих вукова и украјински националистички УНА-УНСО. Чеченске борце у Карабаху предводили су Шамил Басајев, који је касније постао премијер Ичкерије (Чеченије), и Салман Радујев. Басајев је славно учествовао у бици код Шуше 1992. Ибн ал Хатаб, рођен у Саудијској Арабији, можда им се такође придружио. Авганистански муџахедини су углавном били повезани са Хезб-е Ислами, које је предводио авганистански премијер Гулбудин Хекматиар. Према ХРВ-у, они "очигледно нису били мотивисани верским или идеолошким разлозима" и стога су били плаћеници. Азербејџанске власти су негирале регрутовање авганистанских муџахедина, које је наводно водио шеф паравојне полиције Ровшан Јавадов. Они су први пут стигли у Азербејџан у јесен 1993. и бројали су између 1.500 и 2.500 или 1.000 до 3.000. Јерменија је тврдила да их је платила Саудијска Арабија. Авганистански муџахедини су чинили највећи прилив страних бораца током рата. Око 200 Сивих вукова је још увек било присутно у зони сукоба од септембра 1994. и били су ангажовани у обуци азербејџанских јединица.

#### Арцах и Јерменија
На јерменској страни борило се око 85 руских кубанских козака и око 30 осетинских добровољаца. У мају 2011. године у селу Ванк је свечано отворен хачкар у знак сећања на 14 кубанских козака који су погинули у рату. Осетски добровољци су наводно дошли и из Јужне Осетије (Грузија) и Северне Осетије (Русија). У рату се борило чак 12 јерменских добровољаца из дијаспоре, а четири борца из дијаспоре су погинула у рату. Према Дејвиду Рифу, чланови Јерменске револуционарне федерације (Дашнаци), „укључујући и значајан број добровољаца из дијаспоре, много су се борили и гинули“. У рату су учествовали и бивши припадници Јерменске тајне армије за ослобођење Јерменије (АСАЛА).

### Дипломатска подршка

#### Арцах и Јерменија
Арцах (Република Нагорно-Карабах) је добио дипломатско признање и дипломатску подршку, посебно током сукоба 2016. године, од три делимично признате државе: Абхазије, Јужне Осетије и Придњестровља.
Током рата, Грчка је заузела пројерменски став и подржавала га на међународним форумима. Током сукоба у априлу 2016. и јулу 2020. Кипар је осудио Азербејџан због кршења примирја.
Јерменски председник Левон Тер-Петросјан је наводно рекао грчком амбасадору 1993. да су Француска и Русија биле једини савезници Јерменије у то време. Према депеши америчког Стејт департмента објављеној 2020. године, француски амбасадор при УН Жан-Бернард Мериме успео је да промени формулацију Резолуције 822 СБ УН тако да каже да су то „локалне јерменске снаге“, а не „јерменске снаге“. заузео Калбајар. Такође је предложио да се јерменско заузимање Калбаџара не третира према поглављу 7 Повеље УН (чин агресије), већ према поглављу 4 (спор који треба да се реши мирним путем).

#### Азербејџан
Азербејџан је добио експлицитну дипломатску подршку у сукобу од неколико земаља и међународних организација. Највеће дипломатске присталице Азербејџана су Турска и Пакистан, који је једина држава чланица УН која није признала независност Јерменије као подршку Азербејџану. Непризнати Северни Кипар (Турски Кипар) који подржава Турска такође подржава Азербејџан. Организација исламске сарадње (ОИЦ) и Турски савет су више пута подржавали став Азербејџана. Неке државе чланице ових организација, односно Узбекистан и Саудијска Арабија, више пута су самостално изражавале подршку ставу Азербејџана. Либан, с друге стране, није подржао проазербејџанске резолуције ОИЦ-а.
Азербејџан је добио дипломатску подршку, наиме за свој територијални интегритет, од три постсовјетске државе које имају територијалне спорове: Украјине, Грузије и Молдавије. Ове три земље и Азербејџан чине организацију ГУАМ и подржавају позицију Азербејџана иу формату. Србија, са сопственим територијалним спором око Косова, такође експлицитно подржава територијални интегритет Азербејџана.
Две друге постсовјетске државе, Казахстан и Белорусија, прећутно подржавају позицију Азербејџана, посебно у оквиру Евроазијске економске уније (ЕЕУ) и Организације уговора о колективној безбедности (ОДКБ), упркос номиналном савезу са Јерменијом.
И Палестина и Израел су изразили подршку Азербејџану.

#### Гласање у УН 2008.
Генерална скупштина Уједињених нација усвојила је 14. марта 2008. резолуцију којом је „поново потврђен територијални интегритет Азербејџана, изражавајући подршку међународно признатим границама те земље и захтевајући хитно повлачење свих јерменских снага са свих тамошњих окупираних територија“. Усвојен је са 39 гласова за и 7 против, док је већина земаља била уздржана или је била одсутна. Подржале су га углавном муслиманске државе (31 чланица ОИЦ-а). Немуслиманске државе које су подржале резолуцију укључивале су три пост-совјетске државе: Грузију, Молдавију, Украјину и пет других нација: Камбоџу, Колумбију, Мјанмар, Србију и Тувалу. Тако га је подржало седам чланица ОЕБС-а; једна чланица НАТО-а (Турска) и ниједна чланица ЕУ.
Њему су се супротставиле Ангола, Јерменија, Француска, Индија, Русија, САД, Вануату. Земље копредседавајуће Минск групе ОЕБС-а (Француска, САД, Русија) гласале су против резолуције. Они су тврдили да „селективно пропагира само одређене основне принципе искључујући друге, без разматрања предлога копредседавајућих у његовој уравнотеженој целини“. Земље копредседавајуће назвале су то једностраном резолуцијом, која „прети да поткопа мировни процес“, али су поново потврдиле своју „подршку територијалном интегритету Азербејџана и тиме не признају независност НК“.

## Прекид ватре и међународно посредовање
У мају 1994. потписан је прекид ватре уз посредовање Русије, а мировне преговоре, уз посредовање Минск групе ОЕБС-а (Русија, САД, Француска), од тада воде Јерменија и Азербејџан. Азербејџан је више пута оптуживао Минску групу (Русија, САД, Француска) да је пројерменска. 1996. године, када је ОЕБС изабрао Француску за копредседавајућег Групе из Минска, Азербејџан је затражио од ОЕБС-а да преиспита одлуку јер је Азербејџан Француску доживљавао као про-јерменску. Сванте Цорнелл, чији Институт за безбедност и развојну политику финансира главна лобистичка организација званичног Бакуа - Европско азербејџанско друштво (ТЕАС), тврдио је 1997. да су Француска, САД и Русија „мање или више пристрасне према Јерменији у сукоб“. Азербејџан је 2018. оптужио САД и Француску за пристрасност јер су дозволили Баку Саакјану, председнику Арцаха, да посети њихове земље.

## Референцe
1. ↑  „Ответы на вопросы СМИ по ситуации в Нагорном Карабахе”. kremlin.ru (на језику: руски). 17. 11. 2020. Приступљено 22. 11. 2020. „Что касается того, не чувствовала ли себя Армения в одиночестве, – уверяю вас, что Российская Федерация в рамках и многосторонних, и двусторонних обязательств, в том числе в сфере военно-технического сотрудничества, полностью выполняла все свои обязательства, за что руководство Армении, в том числе в лице Премьер-министра Пашиняна, неоднократно выражало слова благодарности и подчёркивало, что Россия в полном соответствии со своими обязательствами выполняет все обязательства (прошу прощения за тавтологию) в этой сфере. Мы, кстати говоря, исходили и из того (Вы сейчас упомянули о роли Турции, о неформальных вооружённых формированиях), мы исходили из того, что даже в ходе таких серьёзных событий должен быть соблюдён баланс сил. И уверяю вас в том, что Армения не чувствовала себя брошенной, забытой. И Россия сделала всё, чтобы этого не было. Но так сложилась ситуация на поле боя, именно так, как она сложилась, о чём и сказал откровенно и честно Премьер-министр Пашинян в своём обращении к нации, во вчерашнем своём заявлении.”
2. ↑  „Јерменска и азербејџанска страна броје жртве, УН позивају на хитно обустављање борби”. РТС. Приступљено 28. 9. 2020.
3. ↑  „Turkey deploying Syrian fighters to help ally Azerbaijan, two fighters say”. Reuters.
4. ↑  Melman, Yossi (7. 10. 2020). „As Nagorno-Karabakh Conflict Expands, Israel-Azerbaijan Arms Trade Thrives”. Haaretz. Архивирано из оригинала 10. 10. 2020. г. Приступљено 11. 10. 2020.
5. ↑  „Israel sending weapons to Azerbaijan as fight with Armenia rages on: Sources”. Al Arabiya. 30. 9. 2020. Архивирано из оригинала 3. 10. 2020. г. Приступљено 14. 10. 2020. „... a US intelligence source told Al Arabiya English that Israel was sending planes full of weapons to Azerbaijan.”
6. ↑  Такође се назива и сукоб у Карабаху, сукоб јерменија-азербејџан или јерменско-азербејџански сукоб. Обично се назива сукоб у Арцаху у Јерменији и јерменско-азербејџански сукоб у Нагорно-Карабаху у Азербејџану.
7. ↑  Carley, Patricia (December 1, 1998). "Nagorno-Karabakh: Searching for a Solution". United States Institute of Peace. Archived from the original on 5 August 2020. Many observers view it as an ethnic conflict fueled by nationalist intransigence.
8. ↑  Yamskov, A.N. (1991). „Ethnic conflict in the Transcausasus”. Theory and Society. 20 (5). JSTOR 657781. S2CID 140492606. doi:10.1007/BF00232663.
9. ↑  Rezvani, Babak (2014). Conflict and Peace in Central Eurasia: Towards Explanations and Understandings. Brill. BRILL. стр. 159. ISBN 978-9004276369.. The Karabakh conflict is an ethno-territorial conflict....
10. ↑  Ardillier-Carras, Françoise (2006). „Sud-Caucase : Conflit du Karabagh et nettoyage ethnique (South Caucasus : Nagorny Karabagh conflict and ethnic cleansing)”. Bulletin de l'Association de Géographes Français. 83 (4): 409—432. doi:10.3406/bagf.2006.2527.
11. ↑  "UNHCR publication for CIS Conference (Displacement in the CIS) – Conflicts in the Caucasus". www.unhcr.org. UNHCR.
12. ↑  Yamskov, A. N. (1991). „Ethnic Conflict in the Transcausasus: The Case of Nagorno-Karabakh”. Theory and Society. 20: 659. doi:10.1007/BF00232663.
13. ↑  Hambardzumyan, Viktor (1978). Լեռնային Ղարաբաղի Ինքնավար Մարզ (ԼՂԻՄ). [Nagorno Karabakh Autonomous Region (NKAO)] (in Armenian). Vol. 4. Armenian Soviet Encyclopedia. p. 576.
14. 1 2 3 4  Vartanyan, Olesya; Grono, Magdalena (14 July 2017). „"Armenia and Azerbaijan collision course over Nagorno-Karabakh".”. Архивирано из оригинала 14. 07. 2017. г. Приступљено 14. 7. 2017.openDemocracy.  from the original on 14 July 2017..
15. ↑  „"Nagorno-Karabakh's Gathering War Clouds".”. јун 2017. Приступљено 4. 6. 2017. Crisis Group. 1 June 2017. Archived from the original on 1 June 2017..
16. ↑  „"Алиев: конфликт в Нагорном Карабахе – это уже история"”. Приступљено 18. 12. 2020.. vesti.ru (in Russian)
17. 1 2  Henze, Paul B. (1991). „The demography of the Caucasus according to 1989 Soviet census data”. Central Asian Survey. 10 (1–2): 147—170. ISSN 0263-4937. doi:10.1080/02634939108400741.. Приступљено 31 December 2021.
18. ↑  Croissant, Michael P. (1998). The Armenia-Azerbaijan Conflict: Causes and Implications. Bloomsbury Academic. ISBN 0275962415.
19. ↑  At the time of the dissolution of the USSR, the United States government recognized as legitimate the pre-Molotov–Ribbentrop Pact 1933 borders of the country (the Franklin D. Roosevelt government established diplomatic relations with the Kremlin at the end of that year). Because of this, the George H. Bush administration openly supported the secession of the Baltic SSRs, but regarded the questions related to the independence and territorial conflicts of Georgia, Armenia, Azerbaijan and the rest of the Transcaucasus as internal Soviet affairs.
20. ↑  Four UN Security Council resolutions, passed in 1993, called for the withdrawal of Armenian forces from the regions falling outside the borders of the former NKAO.
21. ↑  Using numbers provided by journalist Thomas de Waal for the area of each rayon, as well as the area of the Nagorno-Karabakh Oblast and the total area of Azerbaijan are (in km2): 1,936, Kelbajar; 1,835, Lachin; 802, Kubatly; 1,050, Jebrail; 707, Zangelan; 842, Aghdam; 462, Fizuli; 75, exclaves; totaling 7,709 km² (2,976 sq mi) or 8.9%: De Waal. Black Garden, p. 286.
22. ↑  The Central Intelligence Agency. „"The CIA World Factbook: Transnational Issues in Country Profile of Azerbaijan"”. Приступљено 14. 2. 2007... Military involvement denied by the Armenian government.
23. ↑  Freizer, Sabine (2015). „Twenty years after the Nagorny Karabakh ceasefire: an opportunity to move towards more inclusive conflict resolution”. Caucasus Survey. 1 (2): 109—122. S2CID 128678600. doi:10.1080/23761199.2014.11417295.
24. 1 2 3  Hairenik (4 February 2015). „"Loose Restraints: A Look at the Increasingly Shaky Karabagh Ceasefire"”. 4. 2. 2015. Приступљено 6. 2. 2015.. Armenian Weekly. Archived from the original on 2015-10-22
25. ↑  „"Karabakh casualty toll disputed"”. Приступљено 5. 3. 2008.. BBC News. 2008-03-05. Archived from the original on 9 March 2008
26. 1 2  „"Fatal Armenian-Azeri border clash"”. Приступљено 5. 3. 2008.. BBC News. 2008-03-05. Archived from the original on 5 March 2008
27. ↑  „"Armenia/Azerbaijan: Deadly Fighting Erupts In Nagorno-Karabakh"”. Приступљено 5. 3. 2008.. Radio Free Europe/Radio Liberty. 2008-03-04. Archived from the original on 6 March 2008
28. 1 2  „"Deadly Fighting Erupts In Nagorno-Karabakh"”. Приступљено 28. 9. 2020.. RadioFreeEurope/RadioLiberty. 4 March 2008
29. ↑  „"A/RES/62/243"”. Приступљено 28. 9. 2020.. undocs.org. 14 March 2008
30. ↑  „"Azerbaijan announces names of soldiers killed and wounded by Armenian fire"”. Архивирано из оригинала 21. 02. 2010. г. Приступљено 27. 11. 2010.. News.az. Archived from the original on February 21, 2010
31. ↑  „"Azerbaijan: Baku Claims Three Dead in Karabakh Crossfire"”. Архивирано из оригинала 26. 07. 2011. г. Приступљено 27. 11. 2010.. Eurasianet. Archived from the original on July 26, 2011
32. ↑  „"Three Azerbaijani Soldiers Killed Near Nagorno-Karabakh"”. Приступљено 27. 11. 2010.. RFE/RL. Archived from the original on 27 November 2010
33. ↑  Fuller, Liz. „"OSCE, EU Condemn Karabakh 'Armed Incident'”. Приступљено 22. 6. 2010. Archived 2016-08-27 at the Wayback Machine." RFE/RL. June 22, 2010..
34. ↑  "Armenia and Azerbaijan: Preventing War" (PDF). Europe Briefing N°60. International Crisis Group. 8 February 2011. Archived from the original Архивирано на веб-сајту  (20. мај 2016) (PDF) on 20 May 2016.
35. ↑  „"Azerbaijan goes beyond all permissible limits, two Artsakh servicemen killed"”. Архивирано из оригинала 13. 08. 2014. г. Приступљено 13. 10. 2014.. Armeniansworld.com. Archived from the original on 13 August 2014..
36. ↑  Vika Elchyan. „"Armenia, Azerbaijan Report More Deadly Skirmishes"”. Приступљено 13. 10. 2014.. ArmeniaDiaspora.com. Archived from the original on 23 September 2015..
37. ↑  „"Armenian Army Death Toll Down In 2011".”. Приступљено 4. 7. 2015. RadioFreeEurope/RadioLiberty. Archived from the original on 6 July 2015..
38. 1 2  „"Bloody clashes between Azerbaijan and Armenia over disputed territory"”. Приступљено 13. 10. 2014.. the Guardian. 4 August 2014..
39. ↑  „"Armenia Says Two Soldiers Killed In Fresh Border Skirmishes"”. Приступљено 2. 8. 2014.. Radio Free Europe/Radio Liberty. 2014-06-20. Archived from the original on 2014-07-31
40. 1 2  „"At least eight Azerbaijani soldiers killed on border with Armenia"”. Архивирано из оригинала 02. 08. 2014. г. Приступљено 2. 8. 2014.. Todayszaman.com. Archived from the original on August 2, 2014
41. ↑  Guliyev, Emil. „"Azeri troops killed in clashes with Armenia as tensions flare – Yahoo News"”. Приступљено 2. 8. 2014.. News.yahoo.com. Archived from the original on 2014-08-04
42. ↑  „"Five more killed in clashes between Azeris, ethnic Armenians (Reuters, August 2, 2014)"”. Архивирано из оригинала 19. 10. 2014. г. Приступљено 13. 10. 2014.. Uk.reuters.com. 2 August 2014. Archived from the original on 19 October 2014..
43. ↑  „"Putin Mediates Azeri–Armenian Talks"”. Архивирано из оригинала 13. 08. 2014. г. Приступљено 13. 8. 2014.. Archived from the original on 13 August 2014..
44. ↑  "Traces of Azerbaijani Infiltration in Karvachar Archived 2016-03-10 at the Wayback Machine." Civilnet.am. July 22, 2014.
45. ↑  See (in Armenian) "ՔԱՐՎԱՃԱՌԻ ԴԻՎԵՐՍԱՆՏՆԵՐԸ Archived 2016-06-22 at the Wayback Machine" [The diversionary group of Karvachar]. H1 Television. July 13, 2015.
46. ↑  „"Azerbaijan Risks New Armenia Conflict as Chopper Downed"”. Приступљено 12. 11. 2014.. Bloomberg.com. 12 November 2014. Archived from the original on 12 November 2014..
47. ↑  „"Armenia vows 'grave consequences' after helicopter downed"”. Приступљено 12. 11. 2014.. 12 November 2014. Archived from the original on 12 November 2014..
48. ↑  Sanamyan, Emil (12 November 2014). "Armenian helicopter shot down in Karabakh, 3 crew presumed dead". Archived from the original on 18 December 2014.
49. ↑  „"Armenian-Azerbaijani Attrition War Escalates"”. Приступљено 14. 1. 2016.. Armenian Weekly. 14 January 2016. Archived from the original on 16 January 2016..
50. ↑  „"64 Azeri soldiers killed in 10 months of 2015: survey"”. Приступљено 13. 5. 2016.. PanArmenian.Net. Archived from the original on 17 April 2016..
51. 1 2  Piri Medya (18 December 2015). „"Azerbaijani soldier killed on contact line with Armenia: ministry"”. Архивирано из оригинала 04. 04. 2016. г. Приступљено 15. 9. 2016.. Yeni Şafak. Archived from the original on 4 April 2016..
52. ↑  „"Clashes Intensify Between Armenia and Azerbaijan Over Disputed Land".”. Приступљено 3. 3. 2017. The New York Times. 1 February 2015. Archived from the original on 13 September 2017..
53. ↑  „"Armenian says soldier killed in border clash with Azerbaijan"”. Приступљено 29. 11. 2015.. reuters. 27 June 2015. Archived from the original on 29 June 2015..
54. ↑  „"Soldiers killed in clashes near Azerbaijan's breakaway Nagorno-Karabkh region"”. Приступљено 29. 11. 2015.. reuters. 24 August 2015. Archived from the original on 5 September 2015..
55. ↑  „"Armenian soldiers killed in clashes with Azeri troops near Karabakh"”. Приступљено 29. 11. 2015.. reuters. 25 September 2015. Archived from the original on 27 September 2015..
56. ↑  „"Defense Ministry: 7 Armenian and 3 Azeri Soldiers Killed in Intense Fighting"”. Архивирано из оригинала 04. 10. 2016. г. Приступљено 15. 9. 2016.. Archived from the original on 2016-10-04
57. ↑  „"Two killed in clashes between Armenian-backed Karabakh troops and Azeri army"”. Приступљено 29. 11. 2015.. reuters. 13 November 2015. Archived from the original on 23 November 2015..
58. ↑  „"Two Armenian soldiers killed in Azerbaijani act of sabotage"”. Архивирано из оригинала 09. 04. 2016. г. Приступљено 15. 9. 2016.. Archived from the original on 2016-04-09
59. ↑  „"bne IntelliNews – Over 20 Armenian and Azerbaijani soldiers killed in Jan–Feb"”. Приступљено 26. 2. 2017.. 29 March 2016. Archived from the original on 5 October 2016..
60. ↑  Staff, Weekly (11 January 2016). „"19-Year-Old NKR Serviceman Becomes First Armenian Casualty of 2016"”. Приступљено 4. 2. 2016.. Armenian Weekly. Archived from the original on 2016-01-25
61. ↑  „"Azerbaijani Sniper Kills Armenian Soldier"”. Приступљено 15. 9. 2016.. Asbarez.com. Archived from the original on 2017-02-01
62. ↑  „"Karabakh: One Armenian civilian killed by Azeri sniper – Karabakh | ArmeniaNow.com".”. Архивирано из оригинала 13. 02. 2016. г. Приступљено 12. 2. 2016. www.armenianow.com. Archived from the original on 2016-02-13
63. ↑  „"Azerbaijan: Two Servicemen Killed In Clashes With Armenian Army"”. Приступљено 3. 4. 2016.. RadioFreeEurope/RadioLiberty. Archived from the original on 2 April 2016..
64. ↑  Sargssyan Studio. „"Times.am – Armenian soldier fatally wounded and killed in Azerbaijani grenade explosion"”. Архивирано из оригинала 13. 03. 2016. г. Приступљено 13. 5. 2016.. Archived from the original on 13 March 2016..
65. ↑  Holding, APA Information Agency, APA. „"Azerbaijani soldier killed during Armenian provocation"”. Архивирано из оригинала 07. 11. 2017. г. Приступљено 26. 2. 2017.. Archived from the original on 7 November 2017..
66. ↑  „"Armenian contract serviceman killed in Azeri firing"”. Приступљено 26. 2. 2017.. 11 October 2016. Archived from the original on 9 November 2016..
67. ↑  „"Armenian troops keep high tension on contact line, kill Azerbaijani servicemen"”. Приступљено 26. 2. 2017.. 16 November 2016. Archived from the original on 29 December 2016..
68. ↑  „"Azerbaijan downs Armenian drone on conflict frontline"”. Приступљено 26. 2. 2017.. Archived from the original on 30 November 2016..
69. 1 2  „"Armenian Serviceman Killed, another Wounded By Azerbaijani Fire"”. Приступљено 12. 6. 2017.. asbarez.com. Archived from the original on 2017-08-23
70. 1 2  Hairenik (25 February 2017). „"Artsakh Forces Quell Largest Azerbaijani Attack Since Last April"”. Приступљено 12. 6. 2017.. Archived from the original on 23 August 2017..
71. ↑  Hairenik (27 February 2017). „"Azerbaijan Confirms Soldier Deaths, Retrieves Bodies from Neutral Zone"”. Приступљено 12. 6. 2017.. Archived from the original on 9 July 2017..
72. ↑  „"Azerbaijan destroys Armenia air defence system in disputed region"”. Архивирано из оригинала 07. 01. 2019. г. Приступљено 10. 2. 2019.. au.news.yahoo.com. Archived from the original on 2019-01-07
73. ↑  Hairenik (20 May 2017). „"Armenian Serviceman Karen Danielyan Killed by Azerbaijani Fire"”. Приступљено 23. 8. 2017.. The Armenian Weekly. Archived from the original on 23 August 2017..
74. ↑  Hairenik (26 May 2017). „"Artsakh Serviceman Killed by Azerbaijani Fire"”. Приступљено 23. 8. 2017.. The Armenian Weekly. Archived from the original on 23 August 2017..
75. ↑  „"550 ceasefire violations by Azerbaijan registered over the past week"”. Приступљено 12. 6. 2017.. Archived from the original on 2017-05-27
76. ↑  Mkrtchyan, Hasmik; Antidze, Margarita (16 June 2017). „"Armenian-backed separatists say three soldiers killed by Azeri forces"”. Приступљено 5. 9. 2017.. Reuters. Yerevan. Archived from the original on 1 September 2017..
77. ↑  „"4 Azerbaijani Soldiers Killed after Artsakh Forces Rebuff Attack"”. Приступљено 12. 7. 2017.. 22 June 2017. Archived from the original on 8 July 2017..
78. ↑  Mkrtchyan, Hasmik; Antidze, Margarita; Bagirova, Nailia (4 July 2017). „"Azeri woman and child killed by Armenian forces near Nagorno-Karabakh boundary: defense ministry"”. Приступљено 12. 7. 2017.. Reuters. Baku/Yerevan. Archived from the original on 9 July 2017.
79. ↑  "Karabakh soldier killed in Azerbaijani fire". Stepanakert. 10 July 2017. Archived from the original on 10 July 2017.
80. ↑  „"Armenia again uses combat UAV against Azerbaijan"”. Приступљено 26. 7. 2017.. 25 July 2017. Archived from the original on 26 July 2017..
81. ↑  „"Armenia breaks ceasefire with Azerbaijan 126 times"”. Архивирано из оригинала 12. 06. 2018. г. Приступљено 1. 9. 2017.. APA. 1 September 2017. Archived from the original on 12 June 2018..
82. ↑  „"Military In Nagorno-Karabakh Says Soldier Killed By Azerbaijani Sniper"”. Приступљено 16. 3. 2018.. RadioFreeEurope/RadioLiberty. Archived from the original on 2018-03-16
83. ↑  Staff, Weekly (8 February 2018). „"Another Artsakh Soldier Killed by Azerbaijani Fire"”. Приступљено 16. 4. 2018.. The Armenian Weekly. Archived from the original on 17 April 2018..
84. ↑  „"Three Killed In Nagorno-Karabakh Demining Group Operation"”. Приступљено 16. 4. 2018.. RadioFreeEurope/RadioLiberty. Archived from the original on 2018-04-16
85. ↑  „"Artsakh Soldier Killed by Azerbaijani Shooting"”. Приступљено 16. 4. 2018.. 9 April 2018. Archived from the original on 17 April 2018..
86. ↑  „"Artsakh Soldier Killed by Azerbaijani Shooting"”. Приступљено 22. 6. 2018.. 11 June 2018. Archived from the original on 22 June 2018..
87. ↑  „"Azerbaijani Gunfire Kills Armenian Soldier"”. Приступљено 10. 2. 2019.. Hetq.am. Archived from the original on 2019-02-12
88. ↑  „"Azerbaijani Gunfire Kills Artsakh Soldier"”. Приступљено 10. 2. 2019.. Hetq.am. Archived from the original on 2019-02-12
89. ↑  „"Artsakh Soldier Dies from Gunshot Wound"”. Приступљено 10. 2. 2019.. Hetq.am. Archived from the original on 2019-02-12
90. ↑  „"Armenia-Azerbaijan border sees deadly clashes"”. Приступљено 14. 7. 2020.. BBC News. 14 July 2020..
91. ↑  "Clashes resume on volatile Armenian-Azerbaijani border" Архивирано на веб-сајту  (28. јул 2020)
92. ↑  "Soldier Killed by Azerbaijani Forces in Armenia". 16 September 2020.
93. ↑  "The murder of an Azerbaijani soldier and the return of border tension between Azerbaijan and Armenia"[мртва веза]. 21 September 2020.
94. ↑  „"Azerbaijan and Armenia clash over disputed Nagorno-Karabakh region"”. Приступљено 27. 9. 2020.. BBC News. 27 September 2020..
95. ↑  „"Azerbaijan's parliament approves martial law, curfews – president's aide"”. Приступљено 29. 9. 2020.. Reuters. 2020-09-27
96. ↑  Demourian, Avet (October 8, 2020). „"'How long will it last?' Nagorno-Karabakh fighting rages on"”. Приступљено 20. 10. 2020.. Associated Press..
97. ↑  "Armenian protesters demand prime minister quit over deal with Nagorno-Karabakh". Associated Press. 5 December 2020 – via www.theguardian.com.
98. ↑  Joshua Kucera (14 May 2021). „"Armenia and Azerbaijan in new border crisis"”. Приступљено 14. 5. 2021.. Eurasianet. Archived from the original on 14 May 2021..
99. ↑  „"European Parliament resolution on prisoners of war in the aftermath of the most recent conflict between Armenia and Azerbaijan (2021/2693(RSP))"”. Архивирано из оригинала 26. 05. 2021. г. Приступљено 26. 5. 2021. (Press release). European Parliament. 19 May 2021. Archived from the original on 26 May 2021.. On 12 May 2021, troops from Azerbaijan temporarily entered the territory of Armenia, which amounts to a violation of the territorial integrity of Armenia and of international law
100. ↑  „"Macron: Azerbaijani armed forces have crossed into Armenian territory. They must withdraw immediately. I say again to the Armenian people: France stands with you in solidarity and will continue to do so"”. Приступљено 14. 5. 2021.. Archived from the original on 24 May 2021..
101. ↑  „"Department Press Briefing – May 14, 2021"”. Приступљено 22. 5. 2021.. Archived from the original on 25 May 2021..
102. ↑  „"Macron: Azerbaijani armed forces have crossed into Armenian territory. They must withdraw immediately. I say again to the Armenian people: France stands with you in solidarity and will continue to do so".”. Приступљено 14. 5. 2021. Archived from the original on 24 May 2021..
103. ↑  "Joint statement on the escalation on the border between Armenia and Azerbaijan and the Nagorno-Karabakh conflict | Communiqués | Documents | DSCA | Delegations | European Parliament". www.europarl.europa.eu.
104. 1 2 3  (in Russian) Melik-Shahnazarov, Arsen. Нагорный Карабах: факты против лжи Archived 29 November 2010 at the Wayback Machine.
105. ↑  Ohanyan, Karine; Zarema Velikhanova (12 May 2004). "Investigation: Karabakh: Missing in Action – Alive or Dead?". Institute for War and Peace Reporting. Archived from the original on 3 November 2010.
106. ↑  „"StephenMBland"”. Приступљено 26. 2. 2017.. Archived from the original on 26 November 2016..
107. ↑  „"Названо число азербайджанских военнослужащих, погибших во время I Карабахской войны"”. Архивирано из оригинала 24. 07. 2018. г. Приступљено 12. 5. 2019.. Archived from the original on 24 July 2018..
108. ↑  Uppsala Conflict Data Program, Republic of Nagorno-Karabakh – civilians, viewed 3 May 2013
109. ↑  Armenialiberty. „"Armenialiberty:Two Azeri Soldiers Killed In 'Armenian Truce Violation'- ecoi.net – European Country of Origin Information Network"”. Архивирано из оригинала 14. 04. 2015. г. Приступљено 11. 4. 2015.. Archived from the original on 2015-04-14
110. ↑  „"Serj Tankian calls on supporting families of killed Armenian soldiers"”. Приступљено 9. 4. 2016.. Archived from the original on 11 April 2016..
111. ↑  „"Baku says Armenia's military dictatorship threats values that civilized world stands for"”. Приступљено 6. 4. 2016.. AZERNEWS. Archived from the original on 13 May 2016..
112. ↑  „"Atəşkəs dövründən bəri erməni təxribatı nəticəsində həlak olan Azərbaycan hərbçilərinin və mülki şəxslərin sayı açıqlandı"”. Приступљено 3. 10. 2020.
Baku reports 63 Azeri civilians dead since situation in Nagorno-Karabakh escalated
113. ↑  „"Caspian Defense Studies Institute: More than 2000 injured or dead in Karabakh war"”. Архивирано из оригинала 06. 08. 2016. г. Приступљено 18. 5. 2016.. Meydan TV. Archived from the original on 6 August 2016..
114. ↑  „"Washington to host talks on Nagorno-Karabakh, warring sides say"”. Приступљено 20. 10. 2020.. Reuters. 20 October 2020
115. ↑  "Clashes resume on volatile Armenian-Azerbaijani border". AP NEWS. 16 July 2020.
116. ↑  „"187 Armenian troops still MIA, 21 civilians missing in 2020 Nagorno Karabakh war"”. Приступљено 21. 3. 2022.. armenpress.m. Armenpress. 21 March 2022..
117. ↑  „"Russian teenager dies in missile attack on Ganja"”. Приступљено 17. 11. 2020.. NEWSru. 24 October 2020..
118. ↑  Azvision, Xəbərlər, Son xəbərlər, Xeberler, Son xeberler. "Azerbaijan discloses number of people killed in mine explosions". azvision.az.
119. ↑  "Azərbaycan MN: "4 hərbi qulluqçumuz öldürülüb"". BBC News Azərbaycanca.
120. ↑  Reuters Staff (28 December 2020). "Azerbaijan says one serviceman killed in attack in Karabakh". Reuters – via www.reuters.com.
121. ↑  "First Russian soldier killed in Karabakh mission" Архивирано на веб-сајту  (24. септембар 2021). 19 December 2020.
122. ↑  "Azerbaijani civilian killed by Armenian landmine blast". www.aa.com.tr.
123. ↑  "Azerbaijani soldier killed during explosion in Aghdam district". menafn.com.
124. ↑  "Azerbaijani serviceman killed in mine explosion in liberated settlement". AzerNews.az. April 16, 2021.
125. ↑  "Azerbaijan hands over 10 more captured soldiers to Armenia". news.yahoo.com.
126. ↑  "Azerbaijan Returns Eight Captured Armenian Soldiers". RadioFreeEurope/RadioLiberty.
127. ↑  News, A. B. C. "Nagorno-Karabakh says 3 soldiers killed in drone attack". ABC News.
128. ↑  "Russia styles itself lead mediator in Nagorno-Karabakh conflict". Reuters. 7 April 2016. Archived from the original on 7 October 2020.
129. ↑  "Armenia-Azerbaijan conflict: Why Caucasus flare-up risks wider war". BBC News. 2 October 2020.
130. ↑  "Turkey's support role complicates latest Nagorno-Karabakh flare-up". Financial Times. 29 September 2020.
131. ↑  Harmala, Jason; Wilson, Ross (October 1, 2012). "Transcript: Russia's Aims and Priorities in Nagorno-Karabakh". atlanticcouncil.org. Atlantic Council. Archived from the original on 9 August 2020.
132. ↑  Cornell, Svante (26 April 2018). "Armenia's Crisis of Legitimacy". The American Interest. Archived from the original on 9 August 2020.
133. ↑  Benson, Brett V. (2012). Constructing International Security: Alliances, Deterrence, and Moral Hazard. Cambridge: Cambridge University Press. стр. 67. ISBN 978-1107027244.
134. ↑  de Waal 2003, p. 200.
135. ↑  Buniatian, Heghine (February 28, 2019). "Armenia, Russia Sign More Arms Deals". azatutyun.am. RFE/RL. The military alliance with Russia entitles Armenia to buying Russian weapons at discounted prices. Moscow lent the Armenian government $200 million for such arms acquisitions in 2015.
136. ↑  Bhutia, Sam (October 28, 2019). "Armenia-Azerbaijan: Who's the big defense spender?". EurasiaNet. Russia, one of the largest arms exporters in the world, sells weapons to both sides in the conflict – though Armenia, as a member of the Russia-led Collective Security Treaty Organization, gets a discount.
137. ↑  Markedonov, Sergey (18 March 2018). "Russia and the Nagorno-Karabakh Conflict: A Careful Balancing". ispionline.it. Institute for International Political Studies. Archived from the original on 14 August 2020.
138. ↑  Cornell 1998, стр. 51
139. ↑  "Azerbaijan, Turkey start joint military exercises". aa.com.tr. Anadolu Agency. 18 September 2017. Archived from the original on 5 August 2020
140. ↑  Elliott, Raffi (July 29, 2020). "Armenia 'Vigilant' as Joint Turkish-Azeri Military Exercises Begin". The Armenian Weekly. Archived from the original on 5 August 2020.
141. ↑  Oruç, Merve Şebnem (July 22, 2020). "What is role of foreign players in Azerbaijan-Armenia conflict?". Daily Sabah. Archived from the original on 7 August 2020. Baku has bought arms from Turkey and imported Altay tanks, T129 ATAK helicopters, unmanned aerial vehicles (UAVs) and armed unmanned aerial vehicles (AUAV).
142. ↑  Hakobyan, Tatul (3 April 2006). "Ankara's Response to Yerevan". Hetq. Archived from the original on 9 August 2020.
143. ↑  Yackley, Ayla Jean (September 17, 2018). "Feted in Baku, Turkey's Erdoğan rules out restoring ties with Armenia". EurasiaNet. Archived from the original on 19 August 2020.
144. ↑  Landler, Mark; Arsu, Sebnem (October 10, 2009). "After Hitch, Turkey and Armenia Normalize Ties". The New York Times.
145. ↑  "Iran calls on Azerbaijan, Armenia to exercise self-restraint". en.irna.ir. Islamic Republic News Agency. 3 April 2016. Archived from the original on 9 August 2020.
146. ↑  "Iranian, Azeri Diplomats Hold Phone Talks". en.mfa.ir. Ministry of Foreign Affairs of Iran. 16 April 2020. Archived from the original on 9 August 2020.
147. ↑  Cornell 2015, стр. 321–322
148. ↑  Hakala, Terhi (1998). „The OSCE Minsk Process: A balance after five years”. Helsinki Monitor. 9: 5—14. ISSN 0925-0972. doi:10.1163/157181498X00015..
149. ↑  Shaffer, Brenda (October 31, 2000). "It's not about ancient hatreds, it's about current policies: Islam and stability in the Caucasus". Caucasian Regional Studies. Belfer Center for Science and International Affairs. 1–2 (5).
150. ↑  "Иран снабжал оружием Азербайджан и доставлял в Карабах бойцов из Авганистана: иранский аятолла". regnum.ru (in Russian). REGNUM News Agency. 9 May 2011. Archived from the original on 19 August 2019.
151. ↑  "Top Iran Cleric Says Afghan Rebels Fought for Azerbaijan". Asbarez. May 10, 2011. Archived from the original on 6 August 2020.
152. ↑  "Iran on edge as Azeri minority backs Karabakh war". Asia Times. 8 October 2020.
153. ↑  Ambrosio, Thomas Ambrosio, Thomas (30. 9. 2001). Irredentism: Ethnic Conflict and International Politics. Bloomsbury Academic. стр. 147. ISBN 978-0275972608. Проверите вредност парамет(а)ра за датум: |year= / |date= mismatch (помоћ). Greenwood Publishing Group.
154. ↑  Longworth, Richard C. (1998). „Boomtown Baku”. Bulletin of the Atomic Scientists. 54 (3): 34—38. Bibcode:1998BuAtS..54c..34L. doi:10.1080/00963402.1998.11456843.. Washington has two foreign policies toward the region, one pro-Azeri, the other anti-Azeri. The pro-Azeri policy belongs to the administration, which listens to the oil companies. The anti-Azeri policy belongs to Congress, which listens to the Armenian lobby.
155. ↑  Derhartunian, Argam (4. 3. 2012). „Negotiation and Settlement in Nagorno-Karabak: Maintaining Territorial Integrity or Promoting Self-Determination?”. Pepperdine Dispute Resolution Law Journal. 7 (2): 301.
156. ↑  "Presidential Determination on Azerbaijan". georgewbush-whitehouse.archives.gov. January 25, 2002. Archived from the original on 22 September 2016.
157. ↑  Sanamyan, Emil (July 17, 2019). "US Allocates $100 million in Security Aid to Azerbaijan in 2018–19". armenian.usc.edu. USC Institute of Armenian Studies. Archived from the original on 14 July 2020
158. ↑  Kucera, Joshua (March 19, 2020). "U.S. ends funding for Karabakh demining". EurasiaNet. Archived from the original on 11 August 2020.
159. ↑  Mir – Ismail, Alman (January 11, 2010). "US-Azerbaijani Relations Cooling". jamestown.org. Jamestown Foundation. Archived from the original on 11 August 2020.
160. ↑  "Non-mandatory UN arms embargo on Nagorno-Karabakh (Azerbaijan)". sipri.org. Stockholm International Peace Research Institute. 4 October 2012. Archived from the original on 14 August 2020.
161. ↑  HRW 1994, p. 106.
162. ↑  In a 2010 interview, Mykola Karpyuk, a leader of the UNA-UNSO said that "many Ukrainians", including members of the organization fought on the Azerbaijani side. Baiyev, Bakhram (17 September 2010). "В случае войны мы окажем Баку посильную помощь". vesti.az (in Russian). Archived from the original on 12 August 2020.
163. ↑  Norat Ter-Grigoryants, Deputy Defense Minister of Armenia in 1992–95, stated in 2016 that the following foreign groups fought on the Azerbaijani side in Karabakh: "Chechen militants, radical Islamists from Afghanistan, 'Gray Wolves', Ukrainian Nazis from UNA-UNSO."
164. ↑  HRW 1994, p. 81.
165. ↑  Center for Strategic and International Studies (1997).  Brzezinski, Zbigniew; Sullivan, Paige, ур. Russia and the Commonwealth of Independent States: Documents, Data, and Analysis. M.E. Sharpe. стр. 616. ISBN 978-1563246371.. It is also revealed that a new force of 200 armed members of the Grey Wolves organization has been dispatched from Turkey in preparation for a new Azeri offensive and to train units of the Azeri army.
166. ↑  "Памятник-хачкар погибшим за освобождение Карабаха кубанским казакам открылся в НКР [Monument-khachkar to the Kuban Cossacks who died for the liberation of Karabakh opened in NKR]". newsarmenia.am (in Russian). Novosti Armenia News Agency. 30 May 2011. Archived from the original on 17 August 2020. В самый разгар Карабахской войны в 1992 году на помощь Карабаху пришли казаки из Кубани, 85 человек. 14 из них погибли, защищая Арцах.
167. ↑  "Осетинский батальон в арцахской освободительной войне [Ossetian battalion in the Artsakh liberation war]". tta.am (in Russian). time to analyze. 13 March 2013. Archived from the original on 8 July 2017. 36 героев – осетин, навсегда вписали свои имена в одну из ярчайших страниц армянской истории – Арцахскую освободительную войну. В целом, в осетинском батальоне насчитывалось 30 осетин (26 христиан и 4 мусульман), один кабардиниец, татарин, русский и три армянина.
168. ↑  According to Emil Sanamyan, an analyst at the USC Institute of Armenian Studies:
169. ↑  Beglaryan, Artak (September 2011). "The Main Directions of the Artsakh-Diaspora Relations". theanalyticon.com. Archived from the original on 24 August 2020. The contribution of the volunteer-fighters from Diaspora into the military victory of the Artsakh struggle is invaluable.
170. ↑  Arasli, Jahangir (2007). „The Rising Wind: Is the Caucasus Emerging as a Hub for Terrorism, Smuggling, and Trafficking?”. Connections: The Quarterly Journal. 06: 5—26. doi:10.11610/Connections.06.1.02.
171. ↑  Blakkisrud, Helge; Kolstø, Pål (2012). „Dynamics of de facto statehood: The South Caucasian de facto states between secession and sovereignty”. Southeast European and Black Sea Studies. 12 (2): 281—298. S2CID 153522424. doi:10.1080/14683857.2012.686013.. ...the three South Caucasian de facto states have mutually recognized each other, as well as being recognized by (unrecognized) Transnistria.
172. ↑  „"Cyprus Denounces Civilian Casualties in Artsakh; Urges Turkey Not to Destabilize Situation"”. Приступљено 23. 7. 2020.. Hetq. 4 April 2016.. The Government of the Republic of Cyprus monitors closely the worrying developments in Nagorno-Karabakh/Artsakh, following the violations of the armistice line from Azerbaijani military forces.
173. ↑  "The Minister of Foreign Affairs, Mr Nikos Christodoulides, had a telephone conversation with the Minister of Foreign Affairs of Armenia, Mr Zohrab Mnatsakanyan". pio.gov.cy. Press and Information Office, Ministry of Interior, Republic of Cyprus. 15 July 2020. Archived from the original on 15 July 2020. Minister Christodoulides expressed to Minister Mnatsakanyan his concern about this development, condemned the ceasefire violation by Azerbaijan...
174. ↑  Leonidas Chrysanthopoulos, Ambassador of Greece to Armenia in 1993–94, wrote: "Ter-Petrossian [...] told me that at the moment Russia and France were the only allies of Armenia. Both countries had reacted in an effective way to Turkey within the United Nations Security Council and the CSCE, and they forced the United States to adopt a more objective position on the Nagorno-Karabakh issue."
175. ↑  "From the Archives: How France Influenced UN's Karabakh Resolution". USC Institute of Armenian Studies. May 28, 2020. Archived from the original on 16 August 2020.
176. ↑  Korybko, Andrew (July 21, 2020). "Why is Pakistan the only country that does not recognise Armenia?". The Express Tribune. Archived from the original on 9 August 2020.
177. ↑  Stepanian, Ruzanna (December 9, 2011). "Yerevan Decries Azeri Push For Muslim Support On Karabakh". azatutyun.am. RFE/RL. Archived from the original on 25 August 2020. Lebanon's President Michel Suleiman "stressed that Lebanon has never supported OIC statements on Karabakh."
178. ↑  Republic of Moldova confirms its support for sovereignty and territorial integrity of Azerbaijan". mfa.gov.md. Ministry of Foreign Affairs of Moldova. 17 April 2020. Archived from the original on 24 July 2020
179. ↑  "Serbia 'supports Azerbaijan's position on conflict'". Hürriyet Daily News. 5 May 2011. Archived from the original on 13 March 2016.
180. ↑  Shiriyev, Zaur (March 14, 2017). "The "Four-Day War": Changing Paradigms in the Nagorno-Karabakh Conflict". Turkish Policy Quarterly. Archived from the original on 11 August 2020.
181. ↑  "Azerbaijan Withdraws Draft Karabakh Resolution From UN". rferl.org. RFE/RL. September 10, 2010. Archived from the original on 12 August 2020. The U.S., Russia, and France had opposed a similar resolution which Baku managed to push through the UN assembly in March 2008. It was backed by 39 countries, most of them Islamic.
182. ↑  Mir – Ismail, Alman (January 21, 2009). "Azerbaijan, Trapped Between Palestinians and Israel, Takes a Pragmatic Position". jamestown.org. Jamestown Foundation. Archived from the original on 12 August 2020. As a result, on March 14, 2008, it was mainly the Muslim nations that supported Azerbaijan's resolution on the Karabakh conflict at the UN General Assembly.
183. 1 2  „"General Assembly Adopts Resolution Reaffirming Territorial Integrity of Azerbaijan, Demanding Withdrawal of All Armenian Forces".”. Архивирано из оригинала 18. 08. 2015. г. Приступљено 7. 8. 2020. un.org. United Nations. 14 March 2008. Archived from the original on 1 June 2020..
184. ↑  "Statement of the Co-Chairs of the OSCE Minsk Group". osce.org. 17 March 2008. Archived from the original on 12 August 2020.
185. ↑  Rahimov, Rahim (July 22, 2020). "Armenian-Azerbaijani Border Clashes: The Russian Dimension and Beyond". jamestown.org. Jamestown Foundation. Archived from the original on 11 August 2020. Azerbaijani President Ilham Aliyev had lambasted the Minsk Group co-chairs (Russia, France and the United States) in an unusually explicit manner for what he described as their ineffectiveness and alleged pro-Armenian bias (President.az, July 6).
186. ↑  "Aliyev Again Lambastes 'Pro-Armenian' Mediators". azatutyun.am. RFE/RL. March 21, 2016. Archived from the original on 11 August 2020.
187. ↑  Greene, Richard (March 25, 2002). "Armenia/Azerbaijan: As Minsk Group Marks 10 Years, Karabakh Peace Appears More Elusive Than Ever". rferl.org. RFE/RL. Archived from the original on 11 August 2020. ....Azerbaijani Foreign Minister Vilayat Guliev publicly accused the body of pro-Armenian bias.
188. ↑  Kucera, Joshua (March 15, 2018). "Nagorno Karabakh Leader Makes Unprecedented Visit to Washington". EurasiaNet. Archived from the original on 16 August 2020.
189. ↑  "Azerbaijan Protests Against Karabakh Leader's Visits To U.S., France". azatutyun.am. RFE/RL. November 19, 2018. Archived from the original on 16 August 2020.